# Digitally Controlled Amplifier
Digitally Controlled Amplifier (DCA) är en förstärkare vars förstärkning styrs av ett binärt tal. DCO är mycket vanlig i hybridsynthesizers.